# TransIP
TransIP is een domeinnaamregistratie- en webhostingbedrijf opgericht in 2003 door Ali Niknam. De TransIP Group bevat behalve het gelijknamige bedrijf ook de bedrijven van de IT-Ernity-groep.
In 2016 nam Zweedse investeerder EQT een aandeel in TransIP, maar een jaar later nam Ali Niknam het aandeel al weer over na een conflict over de koers van het bedrijf.
In 2018 werd branchegenoot IT-Ernity overgenomen. Daarmee kwamen namen als Proserve, CloudVPS, Signet, VDX, Webstekker en De Digitale Stad in handen van TransIP. Daarmee groeide het aantal klanten tot 400.000 en een jaarlijkse omzet van 70 miljoen euro. Daarmee is het een van de grootste webhostingbedrijven van Nederland.
TransIP Group BV en Combell Group NV zijn in 2019 samen gegaan onder de naam team.blue. Daarmee is het aantal klanten gestegen naar 1,2 miljoen, het nieuwe bedrijf heeft samen meer dan 600 medewerkers verdeeld over 11 landen.